# 장원 (배우)
장원(중국어: 姜文, 병음: Jiāng Wén, 한자음: 강문, 1963년 1월 5일 ~ )은 중국의 배우, 영화 감독이다. 그는 허베이성 탕산 시에서 군인 집안 출신으로 태어났다. 1982년 연극배우 첫 데뷔 이후 연극무대에서 활동하다가 1984년 TV 연속극을 거쳐 1986년 장이머우 감독의 영화 《붉은 수수밭》으로 이름을 알렸다. 1994년 문화대혁명을 조명한 영화 《햇빛 쏟아지던 날들》을 직접 연출하여 각종 영화제 상을 휩쓸며 감독으로서의 역량도 입증하였다. 근래에는 《삼국지: 명장 관우》(2011)의 조조 역, 《로그 원》(2017)의 베이즈 역으로 출연하였다.

## 출연 연출 작품 목록

### 영화
| 연도 | 제목                      | 원제                                    | 배역           | 비고             |
| ---- | ------------------------- | --------------------------------------- | -------------- | ---------------- |
| 1987 | 붉은 수수밭               | 红高梁                                  | 할배           |                  |
| 1994 | 햇빛 쏟아지던 날들        | 阳光灿烂的日子 / In the Heat of the Sun | 마샤오쥔(성인) | 연출, 각본       |
| 2011 | 진송                      | 秦颂                                    | 영정           |                  |
| 1997 | 송가황조                  | 宋家皇朝                                | 쑹자수         |                  |
| 1997 | 좋게 말로 하자고          | 有话好好说 / Keep Cool                  | 자오샤오수어이 |                  |
| 1998 | 시황제 암살               | 荊軻刺秦王 / The Assassin               |                |                  |
| 1999 | 보련등                    | 寶蓮燈 / Lotus Lantern                  |                |                  |
| 2000 | 귀신이 온다               | 鬼子来了 / Devils on the Doorstep       | 마다싼         | 연출, 제작, 각본 |
| 2012 | 사라진 총                 | 寻枪                                    | 마산           |                  |
| 2003 | 녹차                      | 绿茶                                    | 천밍량         |                  |
| 2003 | 천지영웅                  | 天地英雄                                | 이 교위        |                  |
| 2004 | 모리화                    | 茉莉花开                                | 멍 선생        |                  |
| 2004 | 미지의 여인에게서 온 편지 | 一个陌生女人的来信                      | 소설가         |                  |
| 2007 | 태양은 다시 떠오른다      | 太阳照常升起                            | 탕 노인        | 연출             |
| 2008 | 뉴욕, 아이 러브 유        | New York, I Love You                    |                | 연출             |
| 2015 | 양자탄비                  | 让子弹飞                                | 장마쯔         |                  |
| 2011 | 삼국지: 명장 관우         | 关云长                                  | 조조           |                  |
| 2014 | 일보지요                  | 一步之遥                                | 마주리         | 연출             |
| 2016 | 로그 원: 스타워즈 스토리  | Rogue One: A Star Wars Story            | 베이즈         |                  |

### 텔레비전 드라마
| 연도 | 제목            | 원제         | 배역     | 비고 |
| ---- | --------------- | ------------ | -------- | ---- |
| 1993 | 뉴욕의 베이징인 | 北京人在纽约 | 왕치밍   |      |
| 2006 | 대청풍운        | 大清风云     | 홍타이지 |      |